# Agamémnon G. Avgerinós
Agamémnon G. Avgerinós (grec moderne : Αγαμέμνων Γ. Αυγερινός) né à  Pyrgos en Élide est un homme politique grec qui participa à la guerre d'indépendance grecque.
Fils du chef de guerre Geórgios Avgerinós, il fut envoyé faire des études de médecine en Italie. Membre de la Filikí Etería, il utilisa ses compétences de médecin auprès des blessés de la guerre d'indépendance. Il fut alors un des proches d'Andréas Lóndos et Theódoros Kolokotrónis.
Il fut élu d'Élide à l'Assemblée nationale d'Astros (1823) et participa à la troisième Assemblée nationale grecque.
Après l'indépendance, il fut Président du Parlement hellénique en 1858-1859 et ministre des Affaires étrangères du gouvernement Zinovios Valvis (1863). Il s'éteignit deux ans plus tard.

## Sources
- (el) Phótios Chrysanthópoulos, Βίοι Πελοποννησίων ανδρών και των εξώθεν εις την Πελοπόννησον ελθόντων κληρικών, στρατιωτικών και πολιτικών των αγωνισαμένων τον αγώνα της επαναστάσεως, Athènes, Stávros Andrópoulos,‎ 1888, 335 p. (lire en ligne)
- (el) Parlement grec, Μητρώο Πληρεξουσίων, Γερουσαστών και Βουλευτών. 1822-1935, Athènes, Parlement grec,‎ 1986, 159 p. (lire en ligne) [PDF]